# Penichroa fasciata
Penichroa fasciata — род жуков-усачей из подсемейства настоящих усачей.

## Описание
Жук длиной от 6 до 16 мм, имеет бурую или буровато-жёлтую окраску тела. Надкрылья с налевным пятном на основании, пятном перед вершиной и зубчатой, прерванной на шве перевязью перед серединой.

## Экология
Личинка полифаг лиственных и хвойных; в списке кормовых растений следующие виды: бук лесной (Fagus sylvatica), бумажная шелковица (Broussonetia papyrifera), сосна алеппская (Pinus halepensis), рожковое дерево (Ceratonia siliqua), гледичия трёхколючковая (Gleditsia triacanthos) и другие

## Вариетет
- Penichroa fasciata var. apicalis Ragusa, 1884
- Penichroa fasciata var. bipunctata (Zoubkal, 1833)
- Penichroa fasciata var. brunnea (Tournier, 1872)
- Penichroa fasciata var. lugubris Ragusa, 1884
- Penichroa fasciata var. prolungata Plavilstshikov